# Geílson de Carvalho Soares
Geílson de Carvalho Soares (født 10. april 1984) er en brasiliansk fodboldspiller.